# 글나라 셈나라
글나라 셈나라는 1998년 3월 6일부터 2001년까지 대한민국 EBS TV에서 아동을 위해 방송되었던 어린이 교육용 텔레비전 프로그램이다.